# Stodoły-Kolonie
Stodoły-Kolonie est une localité polonaise de la gmina de Wojciechowice, située dans le powiat d'Opatów en voïvodie de Sainte-Croix.